# تپه کوه سیاه
تپه کوه سیاه مربوط به عصر مس و سنگ - مفرغ است و در شهرستان کمیجان، بخش میلاجرد، دهستان خسروبیگ، روستای حسین‌آباد شکرابی واقع شده و این اثر در تاریخ ۲۶ اسفند ۱۳۸۶ با شمارهٔ ثبت ۲۲۰۹۱ به‌عنوان یکی از آثار ملی ایران به ثبت رسیده است.